# Heterospathe phillipsii
Heterospathe phillipsii är en enhjärtbladig växtart som beskrevs av D.Fuller och John Leslie Dowe. Heterospathe phillipsii ingår i släktet Heterospathe och familjen Arecaceae. Inga underarter finns listade i Catalogue of Life.